# Моллі Кайл
Моллі Кайл (також відома як Моллі Беркхарт і Моллі Кобб; 1 грудня 1886 — 16 червня 1937) була жінкою з оседжіів, відомою тим, що пережила вбивства індіанців в окрузі Осадж. Спочатку вона здобула популярність у газетах під час судового процесу над Вільямом Кінгом Гейлом і знову здобула популярність у 21 столітті, коли її зіграла Лілі Гладстон у фільмі «Вбивці квіткової місяця» (2023).
Кайл народився в Осейдж Нейшн у 1886 році і відвідував католицьку школу, зрештою навернувшись. Вона вийшла заміж за Ернеста Буркхарта в 1917 році, і після цього більша частина її сім'ї була вбита в спадковій схемі, яку очолив дядько Буркхарта. Кайл, хвора на діабет, пережила замах на отруєння та розлучилася з Ернестом у 1926 році. Вона вийшла заміж удруге в 1928 році і померла в 1937 році.

## Раннє життя
Моллі Кайл народилася 1 грудня 1886 року в Оседжі Нейшн, Індіанська територія (тепер округ Осейдж, Оклахома) у сім'ї Джеймса К'ю Кайла та Ліззі К. Кайл. Вона виросла в Грей Хорс і була змушена відвідувати католицьку школу в Погаска. Вона була католичкою і розмовляла англійською та осейджською. У 1900-х роках Моллі була багатою завдяки своєму правлінню в Осейджі, але її вважали некомпетентною через федеральні закони, що регулюють корінних американців і вимагали від неї призначеного законного опікуна.

## Вбивства індіанців Осейджа

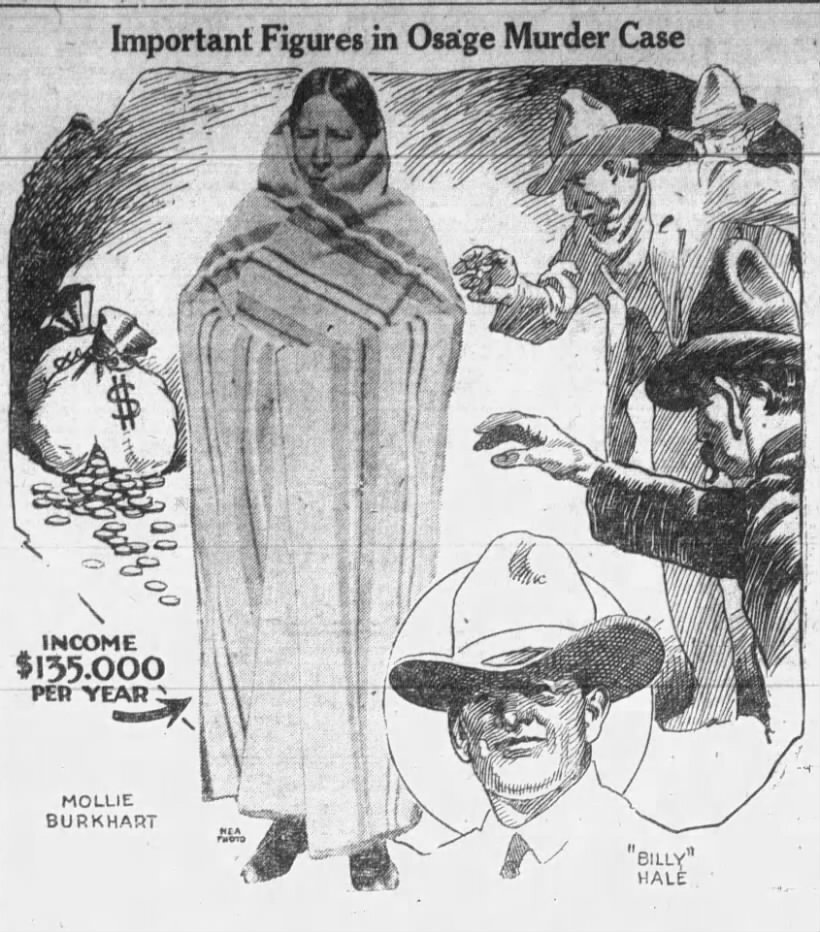
Політична карикатура з зображенням Моллі Кайл і Вільяма Кінга Гейла з недільного випуску Enid Morning News 7 лютого 1926 року

У 1917 році Моллі вийшла заміж за Ернеста Буркхарта, племінника Вільяма Кінга Гейла. У пари народилося троє дітей: Елізабет, Джеймс і Анна. Анна померла в дитинстві від кашлюку. Після одруження Ернест і Гейл змовилися вбити родину Моллі, щоб отримати контроль над їхніми головами в Осейджах, що стане найвідомішим із вбивств індіанців Осейджів.
У 1918 році її сестра Мінні Сміт померла від «виснажливої хвороби», яку тепер вважають отруєнням. Анна Браун, ще одна сестра, була застрелена у травні 1921 року. Наступного місяця померла її мати. Ще одна сестра, Рета Сміт, загинула під час вибуху разом зі своїм чоловіком Біллом Смітом та економкою в 1923 році. Того ж року був убитий її двоюрідний брат Генрі Роан. Зрештою слідчі пов'язали смерть з Ернестом і Гейлом, і пару було заарештовано. Після арешту чоловіка вона одужала від «виснажливої хвороби», яка, як вважають, була отруєнням. Вона розлучилася з Ернестом у 1926 році після того, як він зізнався у своїй участі у вбивствах. Моллі зображує Лілі Гладстон у фільмі Мартіна Скорсезе «Вбивці квіткової повні» 2023 року, який присвячений вбивствам.

## Пізніше життя і смерть
Вона вийшла заміж за Джона Кобба в 1928 році. У 1931 році Моллі успішно подала позов про припинення її опіки та отримала контроль над багатством своєї родини. Вона померла 16 червня 1937 року і похована на кладовищі індіанців Грейхорс в окрузі Осейдж.